# Cladodium zierii
Cladodium zierii là một loài rêu trong họ Bryaceae. Loài này được Dicks. ex Hedw. Hampe mô tả khoa học đầu tiên năm 1873.